# Rogério Ferreira
Rogério de Souza Ferreira (Belém, 13 september 1973), spelersnaam Pará, is een voormalig Braziliaans beachvolleyballer. Met Guilherme Marques won hij in 1997 de wereldtitel en in 1998 het eindklassement van de FIVB World Tour.

## Carrière

### 1994 tot en met 2000
Pará debuteerde in 1994 in de World Tour met Guilherme Marques met wie hij tot en met 2000 een team vormde. Het duo behaalde het eerste seizoen een derde plaats in Fortaleza en een vijfde plaats in Rio de Janeiro. Het seizoen daarop namen ze deel aan negen toernooien waarbij ze zesmaal buiten de top tien eindigden en driemaal op het podium; in Busan en Oostende werden ze tweede en in Fortaleza derde. In 1996 boekte het tweetal aan het eind van het jaar hun eerste overwinning in de World Tour in Durban. Van tevoren behaalden ze vier tweede plaatsen (Berlijn, Pornichet, Carolina en Fortaleza) in de twaalf overige wedstrijden. Het daaropvolgende jaar speelden ze negen reguliere FIVB-toernooien met onder meer een overwinning in Marseille en tweede plaatsen in Berlijn en Alanya als resultaat. In Los Angeles wonnen ze bovendien de titel bij de eerste officiële wereldkampioenschappen beachvolleybal door het Amerikaanse duo Mike Whitmarsh en Canyon Ceman in de finale te verslaan.
In 1998 namen Pará en Guilherme deel aan dertien toernooien in de World Tour. Ze boekten overwinningen in Lignano, Moskou en Vitória en wonnen bovendien de gouden medaille bij de Goodwill Games in New York ten koste van de Amerikanen Karch Kiraly en Adam Johnson. Daarnaast werden ze eenmaal tweede (Berlijn) en tweemaal derde (Espinho en Alanya). Het duo won daarmee het eindklassement van de World Tour. Het jaar daarop begonnen ze met een derde plaats in Mar del Plata en een tweede plaats in Acapulco. Na een zevende plaats in Toronto, een vijfde plaats in Moskou en een dertiende plaats in Berlijn eindigde het duo in Lignano en Stavanger tweemaal als tweede. Bij de WK in Marseille bereikten Pará en Guilherme de halve finale waar ze verloren van de Zwitserse broers Martin en Paul Laciga. In de wedstrijd om het brons versloegen ze daarna het Spaanse duo Javier Bosma en Fabio Díez. Na afloop van de WK werden ze derde in Klagenfurt, tweede in Espinho, vijfde in Oostende, tweede in Tenerife en zeventiende in Vitória. In 2000 deden Pará en Guilherme mee aan zeven toernooien waarbij ze niet verder kwamen dan een zevende plaats in Macau. Vervolgens speelde Pará dat seizoen nog vier wedstrijden met Roberto Lopes en Paulo Emilio.

### 2001 tot en met 2009
Van 2001 tot en met 2009 vormde Pará met verschillende spelers in team. Het eerste jaar kwam hij uit met Zé Marco. Het duo nam deel aan acht reguliere toernooien in de World Tour met als beste resultaat een derde plaats in Stavanger. Bij de WK in Klagenfurt bereikten ze de achtste finale waar ze werden uitgeschakeld door hun landgenoten Ricardo Santos en José Loiola. Daarnaast werd Pará met Emanuel Rego zesde bij de Goodwill Games in Brisbane. In 2002 speelde hij vervolgens zeven wedstrijden met Harley Marques. Ze behaalden een overwinning in Berlijn en vierde plaatsen in Stavanger en Mallorca. Het jaar daarop was hij met Tande Ramos actief op drie toernooien en nam hij met Anselmo Sigoli deel aan de WK in eigen land. Het tweetal kwam niet verder dan de zestiende finale die verloren werd van het Puerto Ricaanse duo Ramón Hernández en Raúl Papaleo.
In 2004 vormde Pará een team met Pedro Cunha. Ze deden mee aan twaalf toernooien in de World Tour; ze wonnen in Carolina en eindigden in Lianyungang als derde. Van 2005 tot en met 2007 speelde Pará samen met zijn broer Jan Ferreira. Het tweetal nam in die drie jaar deel aan elf toernooien in de World Tour met als beste resultaat een zeventiende plaats in Shanghai. Na een jaar niet actief te zijn geweest in de World Tour speelde Pará in 2009 nog twee wedstrijden met Bernardo Romano. In Klagenfurt nam hij deel aan zijn laatste internationale toernooi.

## Palmares
Kampioenschappen
- 1997:  WK
- 1998:  Goodwill Games
- 1999:  WK
- 2001: 9e WK

FIVB World Tour
- 1994:  Fortaleza Open
- 1995:  Busan Open
- 1995:  Oostende Open
- 1995:  Fortaleza Open
- 1996:  World Series Berlijn
- 1996:  Grand Slam Pornichet
- 1996:  World Series Carolina
- 1996:  World Series Fortaleza
- 1996:  World Series Durban
- 1997:  Berlijn Open
- 1997:  Marseille Open
- 1997:  Alanya Open

- 1998:  Berlijn Open
- 1998:  Lignano Open
- 1998:  Espinho Open
- 1998:  Moskou Open
- 1998:  Alanya Open
- 1998:  Vitória Open
- 1998:  FIVB World Tour
- 1999:  Mar del Plata Open
- 1999:  Acapulco Open
- 1999:  Stavanger Open
- 1999:  Lignano Open
- 1999:  Klagenfurt Open
- 1999:  Espinho Open
- 1999:  Tenerife Open
- 2001:  Stavanger Open
- 2002:  Berlijn Open
- 2004:  Lianyungang Open
- 2004:  Carolina Open